# Nathan Zsombor-Murray
Nathan Zsombor-Murray (Montreal, 28 de abril de 2003) é um saltador canadense.

## Carreira
Aos quatorze anos, Zsombor-Murray estreou em competições internacionais no Campeonato Mundial de Esportes Aquáticos de 2017 em Budapeste, onde terminou em quinto lugar na prova de plataforma 10 m sincronizado misto ao lado de Meaghan Benfeito. Na edição 2019 do Campeonato Mundial, junto com seu parceiro Vincent Riendeau, terminou na décima primeira colocação na prova sincronizada masculina de 10 m. Menos de um mês depois, a dupla venceu a prata no mesmo evento nos Jogos Pan-Americanos de 2019 em Lima.
Na Copa do Mundo de Mergulho de 2021, Zsombor-Murray e Riendeau conquistaram o bronze no evento sincronizado de 10 m, garantindo ao Canadá uma vaga nos Jogos Olímpicos de Verão de 2020 em Tóquio. Nos Jogos, perdeu por pouco a final da competição de plataforma de 10 metros, terminando em 13º.
No Campeonato Mundial de Esportes Aquáticos de 2022 em Budapeste, Zsombor-Murray conquistou a medalha de bronze na plataforma sincronizada de 10 m com o parceiro Rylan Wiens. Ele competiu nos Jogos da Commonwealth de 2022, onde ganhou uma medalha de prata na mesma prova e ficou em 4º lugar na prova individual. Wiens e Zsombor-Murray ganharam a medalha de bronze na plataforma sincronizada masculina de 10 metros nas Olimpíadas de 2024.